# Wolfshoek (Heusden)
Wolfshoek is een buurtschap aan de zuidrand van het kerkdorp Elshout in de gemeente Heusden in de Nederlandse provincie Noord-Brabant. Het ligt ten noorden van Drunen. Het wordt soms ook geschreven als De Wolfshoek.
Tot de reorganisatie van 30 september 1945 behoorde de buurtschap tot de parochie Drunen. Het had ook een eigen lagere school.
De Wolfshoek is ontstaan langs de verbindingsweg tussen Elshout en Drunen. Bij de Korte Hei ontstond er een tweede kern genaamd 't Haike. Dit werd zowel gezien als eigen plaats als dat het onderdeel was van de Wolfshoek. Van 't Haike is weinig overgebleven nadat het plan is uitgevoerd om de A59, de Maasroute aan te leggen vanaf 1958. De laatste bewoner verliet in het begin van 1967 diens woning.
De andere buurten die tot de Wolfshoek worden gerekend zijn De Scheet (de Scheidingstraat) en de Veilingstraat. De eerst genoemde is vernoemd naar de sloot (de Scheiloop) die er tot de demping in 1978 was gelegen, terwijl de andere vernoemd is naar de veiling die er tussen 1921 en 1969 was gevestigd.
Op de kruising met de Norbertijnerstraat (ter hoogte van huisnummer 80) stond een achtkantige stenen grondmolen de Vooruitgang. Deze molen was ook het eindstation van de trambaan die vanuit Heusden over de Wolfshoek liep. Na de sloop zijn er woningen verrezen, deels voor de bewoners van 't Haike'. Dit buurtje wordt geduid als De Meulensticht.
Dorpen: Doeveren · Drunen · Elshout · Haarsteeg · Hedikhuizen · Heesbeen · Herpt · Heusden · Nieuwkuijk · Oudheusden · Vlijmen

Buurtschappen en gehuchten: De Hoeven · Fellenoord · Giersbergen · Kuiksche Heide · Luttelherpt · Voordijk · Wolfshoek

Noord-Brabant: Steden en dorpen      Nederland: Provincies · Gemeenten